# Odanovce
Hodanoc en albanais et Odanovce en serbe latin (en serbe cyrillique : Одановце) est une localité du Kosovo située dans la commune/municipalité de Kamenicë/Kosovska Kamenica, district de Gjilan/Gnjilane (Kosovo) ou district de Kosovo-Pomoravlje (Serbie). Selon le recensement kosovar de 2011, elle compte 2 246 habitants.
Le village est également connu sous le nom albanais de Hodonoc.

## Démographie

### Évolution historique de la population dans la localité
| 1948  | 1953  | 1961  | 1971  | 1981  | 1991  | 2011  |
| ----- | ----- | ----- | ----- | ----- | ----- | ----- |
| 1 174 | 1 300 | 1 416 | 1 677 | 1 871 | 2 052 | 2 246 |

|  |

### Répartition de la population par nationalités (2011)
En 2011, les Albanais représentaient 96,81 % de la population.